# Protocole de préséance
Pour les articles homonymes, voir Protocole.
Ne doit pas être confondu avec Protocole (diplomatie), Protocole d'accord ou Protocole de soins.
Le protocole de préséance est, en droit interne ou en droit international, l'ensemble des règles qui régissent la place que chaque organe de l'État et son représentant occupe par rapport aux autres.
Diverses institutions privées peuvent créer un système interne de protocole (Franc-maçonnerie, Lyon's club, Rotary, etc).